# SWA5 기관단총
SWA5 기관단총(영어: Special Weapons Inc. SWA5)는 미국의 소규모 총기회사 Special Weapons Inc.에서 생산하는, 헤클러&코흐 MP5의 복제품이다.

## 설계
SWA5는 Special Weapons가 MP5를 바탕으로 만든 기관단총이지만, H&K가 만든 MP5와 비교하여 내부 구조가 다르고 신뢰성이 낮다.
SWA5의 고장률은 대단히 높으며, 가장 심각한 문제는 수시로 탄환이 걸리는 것이다. 조사 결과 탄창이 충분히 팽팽하지 않고 재질이 불량하므로, 많은 횟수에 걸쳐 끼우고 뽑으면 변형이 발생하여, 탄환이 제대로 급탄되지 않아 연속 사격이 불가능해지는 것으로 밝혀졌다. 독일제 정품 MP5 탄창으로 바꾼 후 이 문제는 해결되었다.
MP5와 마찬가지로 롤러 지연식 블로우백, 클로즈드 볼트 방식을 사용한다.
Special Weapons는 SWA5와 더불어 MP-10과 민간용 SP-10도 생산하고 있다.

## 채용
MP5는 독일에서 제조하지만, 독일 정부는 무기 수출의 통제에 대하여 상당히 엄격한 기준을 적용하고 있다.
기본적으로 대만은 독일 정부로부터 '즉각적인 전쟁 위험이 있는' 지역으로 간주되어, 정품 MP5를 입수하려면 다른 나라보다 더욱 긴 시간을 기다려야 하는 경우가 왕왕 존재한다. 그러나 현재의 상황으로 볼 때 방법이 없는 것도 결코 아니다. 초기의 해군육전대 수륙정찰부대(兩棲偵搜部隊)는 라파예트급 호위함 도입 때의 방법으로 소량의 MP5를 입수하였고, 헌병 특수임무부대도 파키스탄이 수출한 라이선스 생산 MP5를 한 때 사용한 적이 있으나 현재는 사용하지 않는다.
재미있는 것은 육군 특수부대, 경찰 치안유지 특수임무부대(維安特勤隊), 헌병 특수임무부대, 해군육전대 인질구조소대, 타이베이 시정부 경찰국 형사경찰대대 특수임무중대 등은 H&K의 원본 MP5를 사용하지만, 경찰은 신뢰성이 비교적 낮은 SWA5를 여전히 사용하고 있다는 것이다.

## 사용국가
- 중화민국 - 중화민국 경찰 벽력소조(霹靂小組), 중화민국 국가안전국 특수임무부대 등 여러 단위에서 사용한다.

## 같이 보기
- 헤클러&코흐 MP5